# Diecezja Vĩnh Long
```

```

Diecezja Vĩnh Long – diecezja rzymskokatolicka w Wietnamie. Powstała w 1938 jako wikariat apostolski. Podniesiona do rangi diecezji w 1960.

## Lista biskupów
- Pierre Martin Ngô Đình Thục † (1938–1960)
- Antoine Nguyễn Văn Thiện † (1960–1968)
- Jacques Nguyễn Văn Mầu † (1968–2001)
- Thomas Nguyễn Văn Tân † (2001–2013)
- Peter Huỳnh Văn Hai (od 2015)